# Val di Longiarù
La val di Longiarù (Campilltal in tedesco, Val de Lungiarü in ladino) è una valle che si trova in Alto Adige.
È una valle orografica del versante sinistro della Val Badia in Alto Adige. Si dirama nella Val Badia centrale e conduce in direzione sud-ovest nelle Dolomiti, dove è protetta a quote più elevate dal Parco Naturale Puez-Odle. Mentre solo una cresta boscosa delimita la valle dalla Val Badia sul suo lato est, le cime delle Odle e del gruppo delle Odle, alte oltre 2900  m, Gruppo del Puez, comprendente le Piz de Puez (2918 e 2913  m) e il Piz Duleda ( 2909  m). Sul lato ovest, la val di Longiarù è incorniciata dal gruppo Sass de Putia (Peitlerkofel), con l'omonimo Peitlerkofel (2875  m). 
È percorsa dal Rio Longiarù (Campiller Bach), che sfocia nel Rio Gadera. La valle offre spazio alla frazione di Campill (Longiarù), che fa parte del comune di San Martino in Badia.